# جامعه آلمانی‌زبان بلژیک
جامعه آلمانی‌زبان (آلمانی: Deutschsprachige Gemeinschaft) که همچنین به عنوان بلژیک شرقی (آلمانی: Ostbelgien), یکی از سه جامعه فدرال بلژیک با مساحت ۸۵۴ کیلومتر مربع (۳۳۰ مایل مربع) است که ۹ شهر از ۱۱ شهرداری اوپن-مالمدی در استان لیژ والونی را در بر می‌گیرد. زبان اصلی این جامعه آلمانی است که این زبان را به سومین زبان رسمی در بلژیک تبدیل کرده‌است. به‌طور سنتی، این جامعه و منطقه وسیع‌تر اطراف آن، تقاطع زبان‌ها و/یا گویش‌های محلی مختلف، یعنی گونه‌های لیمبورخی، ریپواری و موزلی فرانکونی، را تشکیل می‌دهند. جمعیت جامعه حدود ۷۷٬۹۴۹ نفر است که برابر با حدود ۷٫۰٪ از جمعیت استان لیژ و حدود ۰٫۷٪ از کل کشور است.

## شهرداری‌ها

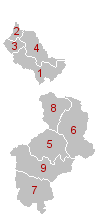
نقشه شهرداری‌ها

جامعه آلمانی‌زبان شامل ۹ شهرداری است که در جدول زیر آمده‌اند.
| نقشه # | شهرداری    | کانتون   | جمعیت (2020) | مساحت (km2) |
| ------ | ---------- | -------- | ------------ | ----------- |
| ۵      | امل        | سنکت ویت | ۵٬۴۸۶        | ۱۲۵٫۱۵      |
| ۶      | بولنژان    | سنکت ویت | ۵٬۴۵۶        | ۱۵۰٫۴۹      |
| ۷      | بورگ-رولان | سنکت ویت | ۳٬۹۷۴        | ۱۰۸٫۹۶      |
| ۸      | بوتژانبک   | سنکت ویت | ۵٬۶۲۹        | ۹۷٫۳۱       |
| ۱      | اوپن       | اوپن     | ۱۹٬۷۶۲       | ۱۰۳٫۷۴      |
| ۲      | کلمی       | اوپن     | ۱۱٬۲۱۲       | ۱۸٫۱۲       |
| ۳      | لونتزان    | اوپن     | ۵٬۸۳۳        | ۲۸٫۷۳       |
| ۴      | رئران      | اوپن     | ۱۰٬۸۱۸       | ۷۴٫۲۱       |
| ۹      | سن ویت     | سنکت ویت | ۹٬۷۷۹        | ۱۴۶٫۹۳      |
| کل     | کل         | کل       | ۷۷٬۹۴۹       | ۸۵۳٫۶۴      |